# Nur Devlet Giray
Nur Devlet (mort vers 1498/1503) est khan de Crimée de 1466 à 1467, puis de 1467 à 1469, et enfin de 1475 à 1476. Il devient ensuite khan de Kassimov de 1483/1486 à sa mort.

## Origine
Nur Devlet est le second des fils de Haci Ier Giray ; il lui succède régulièrement lorsqu'il reçoit le yarlik de la Horde d'or. Son frère cadet, Mengli Ier Giray, doit se réfugier chez les Génois de Caffa.

## Khan de Crimée
En 1467, Nur Devlet envoie une ambassade auprès de l'Union de Pologne-Lituanie, alliée traditionnelle du khanat de Crimée, pour annoncer son accession au trône. Dans le courant de la même année, son frère évincé, Mengli Giray, prend le contrôle d'une partie de la péninsule et s'établit comme khan à Kirkyer avec l'aide des nogaïs Sirin ou Chirin. devant l'opposition de la Horde d'or, il envisage une nouvelle politique d'alliance avec la Russie et d'hostilité envers la Pologne-Lituanie. L'année suivante, Mengli Giray tente également de nouer des relations avec le sultan ottoman Mehmed II. À la fin de l'année, Nur Devlet, appuyé par d'autres nogaïs et un contingent de la Horde d'or, réussit à expulser son frère de ses positions.
En 1469, Mamak, à la tête d'un clan aristocratique tatar, aide Mengli Giray à se rétablir. En 1474, le nouveau khan des nogaïs Sirin, nommé Aminek Mirza, se révolte contre Mengli et ce dernier doit de nouveau se réfugier à Caffa en 1475, et Nur Dvlet reprend son trône. C'est à cette époque que Mengli Giray rencontre sans doute l'émissaire du tsar Ivan III, Nikita Beklemishev, avec lequel il développe son projet d'une nouvelle alliance contre la Horde et contre la Pologne.
Malheureusement pour Nur Develt, le khan Sirin se prend de querelle avec lui et sollicite l'intervention des Ottomans qui ne demandaient qu'à étendre leur influence sur la rive nord de la mer Noire. Une flotte turque prend Caffa où s'était réfugié Mengli Giray et met accessoirement fin à la principauté de Théodoros.
Mengly négocie alors sa vassalité avec la Sublime Porte. Le khan Ahmed de la Horde d'or refuse d'accepter cette situation et en 1476 envahit la Crimée où il installe comme gouverneur un certain Janibeg Khan. Mengli Giray s'enfuit à Istanbul où il est détenu dans la prison des sept tours.
Nur Devlet en profite pour recouvrer une dernière fois le titre de khan de Crimée. Toutefois, Eminek Mirza, représentant des clans et de l'aristocratie tatare, demande au sultan avec insistance le rétablissement de Mengli Giray. Au début de 1478, ce dernier, appuyé par une armée ottomane, s'empare définitivement du trône comme protégé du sultan.

## Khan de Kassimov
Après avoir été définitivement expulsé de Crimée en 1476, Nur Devlet rejoint vers 1480 son frère Hayder, d'abord en Lituanie puis en Russie. Nur Devlet prend part à la lutte contre la Horde d'or et il obtient en récompense du tsar de régner sur le petit khanat de Qasim qui était devenu de facto un protectorat russe après la mort de son titulaire Daniyar Khan.
Murtaza Khan, fils d'Ahmed,  le khan de la Horde d'or, était devenu un ennemi juré du khanat de Crimée, et il tente de mettre en place une alliance avec la Russie et le khanat de Qasim contre le khanat de Crimée, qui était de son côté allié avec l'Union de Pologne-Lituanie. Ce projet reste sans suite et Nur Devlet meurt vers 1498/1503 ; il a comme successeur à Kassimov son fils Satilghan Khan.

## Sources
- (en) Alan W. Fisher, The Crimean Tatars, Hoover Institution Press, Stanford California, 1987  (ISBN 0817966625), p. 9-11.
- Joseph von Hammer-Purgstall, Histoire de l'Empire ottoman, « Tome deuxième 1453-1494 », Bellizard, Barthès, Dufour, Lowell, Paris, 1886.